# Алтрипе
Алтрипе (фр. Altrippe) насеље је и општина у североисточној Француској у региону Лорена, у департману Мозел која припада префектури Форбаш.
По подацима из 2011. године у општини је живело 398 становника, а густина насељености је износила 81,56 становника/km². Општина се простире на површини од 4,88 km². Налази се на средњој надморској висини од 250 метара (максималној 325 m, а минималној 239 m).

## Демографија
| 1962. | 1968. | 1975. | 1982. | 1990. | 1999. | 2011. |
| ----- | ----- | ----- | ----- | ----- | ----- | ----- |
| 226   | 233   | 272   | 308   | 369   | 404   | 398   |

График промене броја становника у току последњих година